# Justus Meyerhof

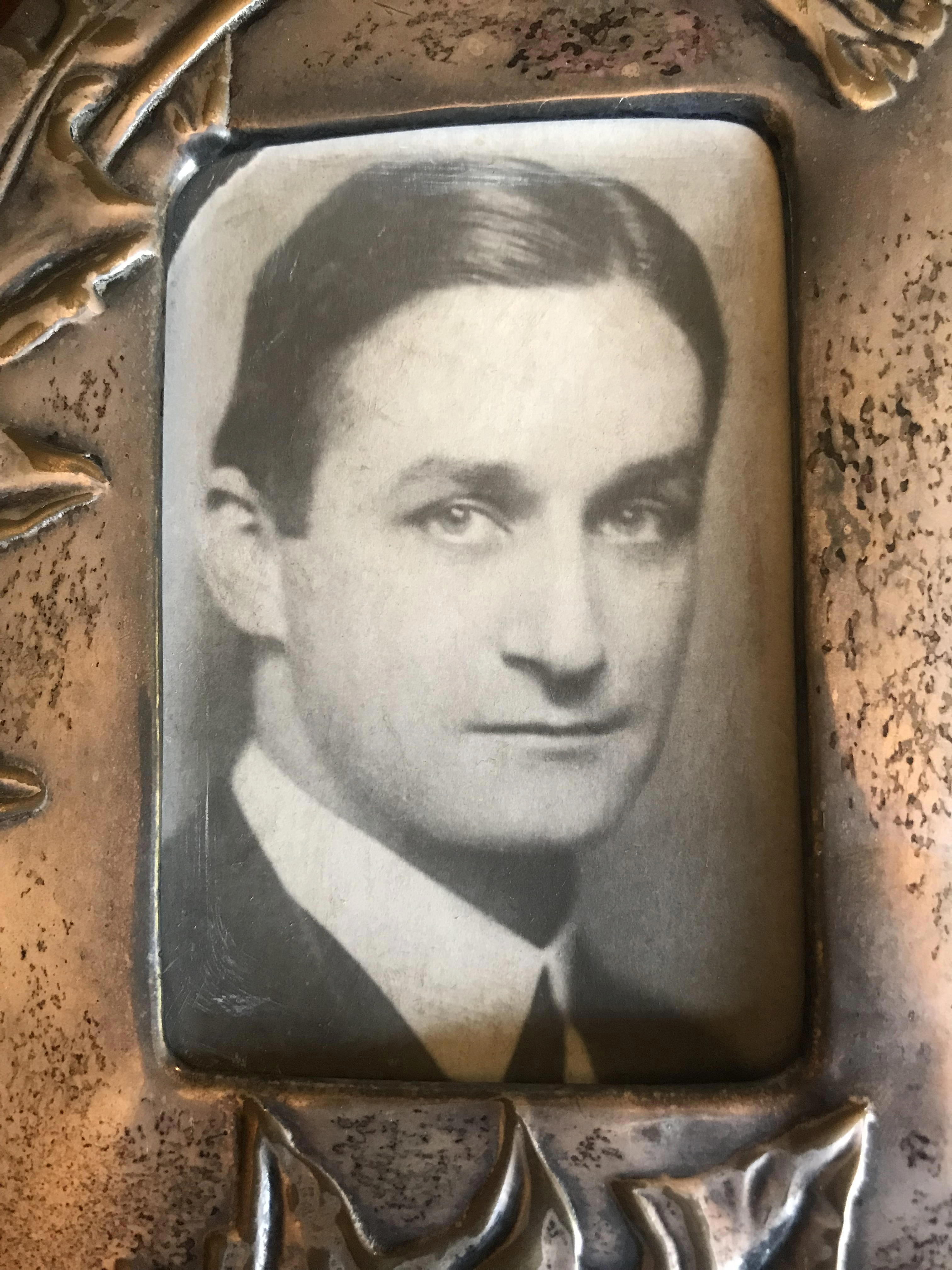
Justus Meyerhof um 1912

Justus Wilhelm Meyerhof (geb. 15. September 1885 in Hannover, gest. 18. Februar 1944 in Redhill bei London) war ein deutscher Kaufmann, Leichtathlet, Sportfunktionär und Numismatiker.

## Herkunft und Leben
Kindheit und Jugend verbrachte Justus W. Meyerhof in Hannover. Dort wuchs er als Sohn des Textilkaufmanns Wilhelm Meyerhof (1852–1918) und dessen Frau Antonie Meyerhof (geb. May, 1863–1922) auf. Die wohlhabende Familie war jüdisch und stammte aus Hildesheim, wo der Großvater Israel Meyerhof eine erste Firma gegründet hatte. Seit seiner Schulzeit sprach Justus W. Meyerhof fließend Englisch und Französisch, neben seinem Interesse für die alten Sprachen Griechisch und Latein lernte er Italienisch, Schwedisch und Russisch. Der kulturell interessierte Meyerhof reiste viel. Zeitgenossen schilderten ihn als gebildet und gastfreundlich.
1921 heiratete er in Berlin die Konzertsängerin und Schauspielerin Ursula van Diemen (geborene Stürzel), die als Künstlerin den Geburtsnamen ihrer Mutter annahm. Van Diemen ließ sich 1927 von Justus W. Meyerhof scheiden, mit dem sie zwei Töchter hatte, die Schriftstellerin Evamaria Meyerhof (1922–2007, verheiratet mit dem Architekten Paul Schneider-Esleben) und Irene Meyerhof (1924–2011). Auch nach der Scheidung hielten van Diemen und Meyerhof einen freundschaftlichen Kontakt aufrecht.
Ein Cousin von Justus Meyerhof war der Biochemiker und Nobelpreisträger Otto Meyerhof.
Einer seiner Enkel ist der Kraftwerk-Mitbegründer Florian Schneider-Esleben.

## Textilfabrikant und -händler
Sein Vater Wilhelm Meyerhof hatte in Hannover 1886 das Unternehmen I. Meyerhof gegründet, das 1901 nach Berlin verlegt wurde. 1906 trat Justus Meyerhof in das Familienunternehmen ein, dessen Leitung er 1923 übernahm. Im Berliner Adressbuch inserierte das Unternehmen "Spez. Lindener Velvetneuheiten in gemusterten Samten". 1909/10 entstand der repräsentative, von Emil Schaudt entworfene Firmensitz, das Haus Meyerhof in der Berliner Schützenstraße 15–17, angesiedelt am Rande des Berliner Modeviertels. Zum 25. Jahrestag des Eintritts von Justus Meyerhof in die Firma hieß es, diese nehme „eine führende Stellung in der Branche“" ein.

## Leichtathlet und Sportfunktionär

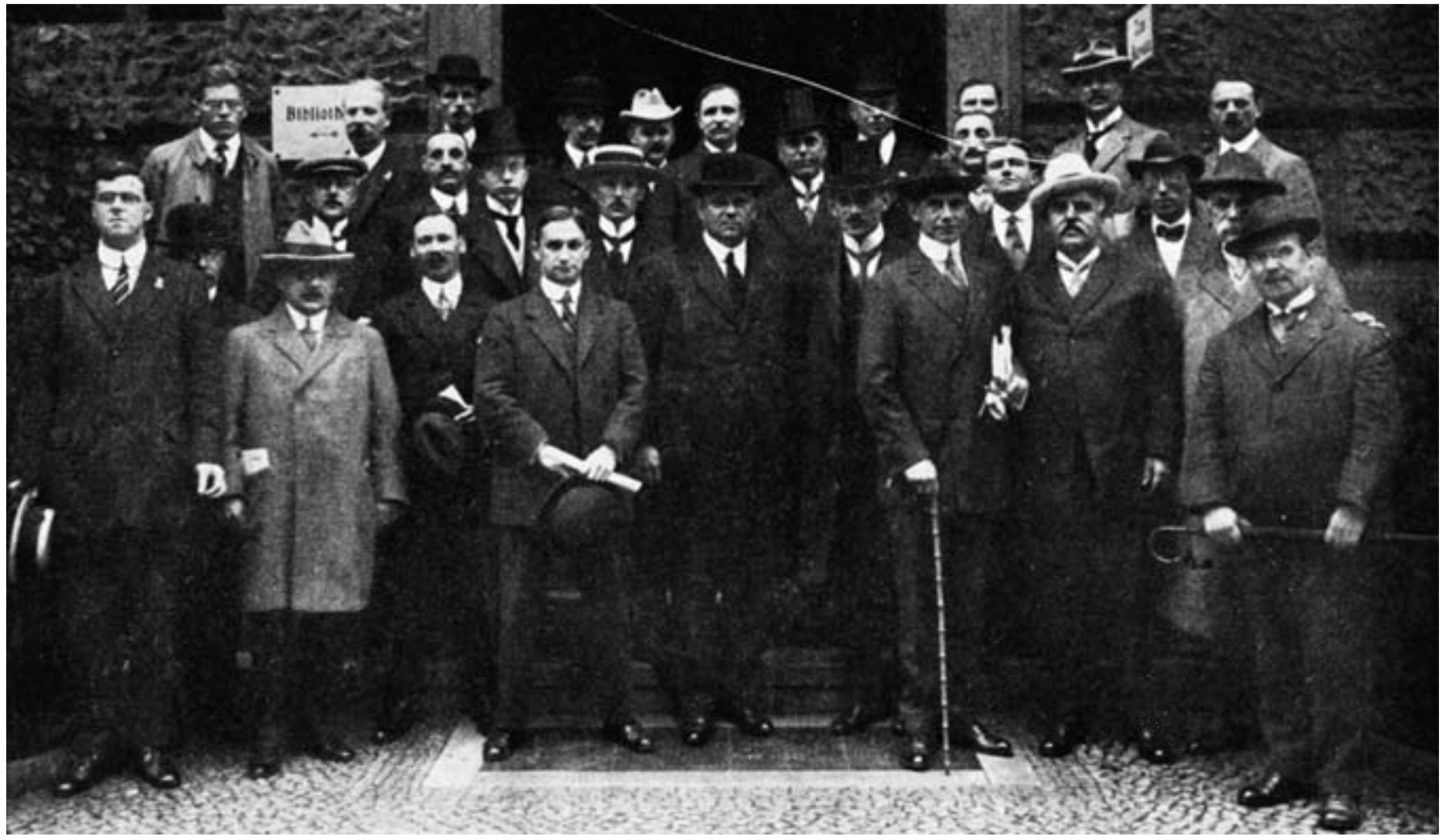
Justus Meyerhof (vierter von links, erste Reihe) beim Internationalen Athletik-Kongress in Berlin, 1913

Justus W. Meyerhof gehörte dem Berliner Sport-Club BSC an. Die Vereinschronik des Jahres 1908 erwähnt ihn erstmals als „den neuen Sprintstar“. 1909 startete er erfolgreich im schwedischen Malmö. Im Jahr darauf war er mit der Herrenstaffel über 5-mal 100 Meter an zwei deutschen Rekorden beteiligt. 1919 war er Schlussläufer der siegreichen BSC-Altersmannschaft beim Staffellauf Berlin–Potsdam. 1912 nahmen Meyerhof und sein Vereinskamerad Carl Diem als deutsche Vertreter an einem Kongress teil, der die Gründung der „International Amateur Athletic Federation“ (IAAF) beschloss. Zum Präsident wurde Sigfrid Egström gewählt. 1913 erfolgte in Berlin die Gründung des Verbandes. Ein zeitgenössisches Foto zeigt Justus Meyerhof in der ersten Reihe der Teilnehmer. Der Veranstaltungsort wurde bewusst gewählt, da Berlin zum Austragungsort der VI. Olympischen Spiele bestimmt worden war. Wegen des Ersten Weltkriegs wurden die für 1916 vorgesehenen Spiele abgesagt.
1930 fand erneut ein IAAF-Kongress in Berlin statt, bei dem Justus W. Meyerhof und Diem als IAAF-Veteranen geehrt wurden. Während dieser Tagung bewarb sich Berlin erneut um die Austragung der Olympischen Spiele. 1931 erhielt die Stadt den Zuschlag für die Ausrichtung der Spiele der XI. Olympiade im Jahr 1936.

## Instrumentalisiert gegen den Olympiaboykott
Nach der NS-Machtübernahme 1933 gab es im europäischen Ausland, vor allem aber in den USA, eine starke Boykottbewegung gegen die „Nazi-Olympiade“. Mit Blick auf die antijüdischen Ausschreitungen in Deutschland, wie dem Boykott von Geschäften, Warenhäusern, Banken, Arztpraxen, Rechtsanwalts- und Notarkanzleien mit jüdischen Besitzern, die das NS-Regime vorbereitete und am 1. April 1933 durchführen ließ, sowie viele weitere staatliche Maßnahmen zur Ausgrenzung und Entrechtung von Juden wurde die Ausrichtung der Olympischen Spiele durch den NS-Staat von vielen Menschen kritisiert und abgelehnt. In Amerika wurde Avery Brundage, damals Leiter des Amerikanischen Olympischen Komitees, beauftragt, eine Inspektionsreise nach Deutschland zu unternehmen. Auf dem Weg dorthin machte er in Stockholm, beim IAAF-Kongress, Station. Dorthin waren im August 1934 auch Carl Diem, mittlerweile Generalsekretär des Organisationskomitees der Berliner Olympiade, Theodor Lewald und Karl Ritter von Halt gereist, um Brundage zu treffen. Sie kamen im Haus von Sigfrid Engström zusammen. Alle kannten sich von früheren Zusammentreffen, zudem feierte man das 20-jährige Bestehen des IAAF. Mit dabei war zeitweise auch Justus Meyerhof. Paul Yogi Mayer, ebenfalls Mitglied im BSC, führte Meyerhofs Anwesenheit auch auf dessen Sprachtalent zurück, da er „Französisch und Englisch wie seine Muttersprache verwenden konnte“. Die jüdischen BSC-Mitglieder wie Mayer und Meyerhof wurden instrumentalisiert, um zu belegen, dass Berlin entgegen aller internationalen Befürchtungen dennoch als Austragungsort der Olympischen Spiele geeignet sei. „Meyerhof gab an, von seinem Verein, dem BSC nicht ausgeschlossen worden zu sein, man habe sein Austrittsgesuch abgelehnt.“ Diem hielt später fest, man habe den internationalen Vertretern Material vorgelegt, das belege, dass Juden ungehindert Sport treiben können, die Verhandlungen gingen schließlich im Sinne des Regimes aus. Inzwischen ist belegt, wie das NS-Regime in vielen Fällen mit einer Mischung aus Drohungen und Verlockungen jüdische Sportler vermeintlich für Olympia trainieren ließ, um ihnen letztlich die Teilnahme zu verbieten. Nach 1945 war Diem erneut Olympiafunktionär und Hochschullehrer. „Justus Meyerhof führte er als Kronzeugen für die entlastende Behauptung an, im olympischen Sport und im BSC habe es keinen Antisemitismus gegeben.“ Und dies, obwohl Diem Meyerhof noch im Juni 1939 in London begegnete, wohin dieser zunehmend verzweifelt, vor der tödlichen Bedrohung durch den NS-Staat geflohen war. „Mit der Wahrheit über den NS-Sport aber leugnete Diem zugleich das Leid und das traurige Ende seines einstigen Sportfreundes.“

## Numismatiker und Stifter
Zu den Interessen von Justus W. Meyerhof gehörte auch das Sammeln von Münzen. In zeitgenössischen Veröffentlichungen wird seine Sammlung erwähnt. Auch als Stifter betätigte er sich auf diesem Gebiet, indem er dem Münzkabinett (heute Staatliche Museen Berlin) immer wieder Münzen schenkte. Im Interaktiven Katalog der Münzsammlung heißt es zur Provenienz dieser Stücke: „Das Münzkabinett Berlin hat zuvor von Justus Meyerhof vor 1933 direkt Münzen bezogen, entweder durch Schenkung oder als Ankauf. Weitere wurde 1929 bei Felix Schlessinger in Berlin aus der Auktion 3 vom 24. Juni 1929 (ebenfalls nicht als Sammlung Meyerhof benannt) erworben. Nicht aber aus dem Zwangsverkauf.“ Über das Ende dieser Sammlung gab 1945 der Münzhändler und Auktionator Waldemar Wruck gegenüber US-Ermittlern Auskunft: „Die Meyerhof-Sammlung war ein Begriff. Brandenburg-Preußen – Taler und Goldmünzen – sind in einer solchen Menge noch nicht gesammelt worden. Die Reichsbank hatte Anfang der 30er Jahre eine Sammlung begonnen und wollte nun natürlich auch die Sammlung Meyerhof haben […] Die Schätzungsliste, die ich im Jahre 1939 für den Katalog aufstellte, ergab, soweit ich mich erinnere, einen Betrag von 220.000 bis 240.000 RM.“ Wruck erinnert sich auch, wie rund 1500 Münzen der Sammlung in Besitz der Reichsbank gelangten: „Man hatte ihm seine Firma enteignet, weil er Jude war, und hatte ihn auch einige Zeit in ein Konzentrationslager gesteckt. Als er herauskam, erzählte er mir, dass man im Konzentrationslager auf ihn einen Druck ausgeübt hätte, sein Grundstück in Berlin an die SS zu verkaufen. Nachdem er sich damit einverstanden erklärt hatte, wurde er aus dem Konzentrationslager entlassen. Da er die Absicht hatte, Deutschland zu verlassen und er seine Muenzen-Sammlung nicht mitnehmen durfte, beschloss er, sie zur Versteigerung zu übergeben. Dahingegen beabsichtigte aber seine erste Frau, die Sammlung zum Preise von RM 150.000 an die RB zu verkaufen. Da Herr Meyerhof mir die Sammlung zur Versteigerung übergeben hatte, habe ich gegen den von Dr. Waldmann mit der RB [Reichsbank] abgeschlossenen Kaufvertrag Einspruch eingelegt und die Herausgabe der Sammlung verweigert. Daraufhin hat sich die RB mit der Gestapo in Verbindung gesetzt; die Gestapo hat bei mir angerufen und die Herausgabe der Sammlung innerhalb von 24 Stunden verlangt. Am nächsten Morgen kamen die Beamten der RB vorgefahren und haben die Sammlung abgeholt. Die Sammlung wurde dem Geldmuseum der RB einverleibt.“

## Inhaftierung, Enteignung, Zwangsemigration
Während des Pogroms am 9. November 1938 wurde Justus W. Meyerhof verhaftet und in das Konzentrationslager Sachsenhausen verschleppt. „Seine Firma wurde liquidiert, sein Vermögen eingezogen. Völlig mittellos emigrierte er nach Großbritannien. Von seiner Familie getrennt, vereinsamt, durch Krankheit geschwächt bekam er Depressionen und nahm sich das Leben,“ erzählte Martin-Heinz Ehlert (1932–2016), der für den BSC das Schicksal der jüdischen Mitglieder erforscht und publiziert hat.
Der britische Totenschein von Justus Wilhelm Meyerhof vermerkt als Beruf „Commercial Traveller“, also Handelsvertreter. Er starb am 18. Februar 1944 in Redhill, südlich von London an den Folgen eines Sturzes aus dem Fenster, den er selbst herbeigeführt hatte.

## Ehrung und Andenken
Der Berliner Sport-Club BSC ehrte Meyerhof 1921 mit seiner höchsten Auszeichnung, dem „Goldenen Adler“. Der BSC errichtete 2012 auf Anregung von Martin-Heinz Ehlert eine Stele mit Namen der ehemaligen Mitglieder des Vereins, darunter auch Justus W. Meyerhof. Auf der Stele heißt es: „Von den Befürwortern der nationalsozialistischen Rassentheorie im BSC wurden sie 1933 aus dem Club gedrängt. Alle wurden diffamiert, viele mussten aus ihrer Heimat fliehen, einige wurden ermordet.“
Die Designerin Claudia Schneider-Esleben und ihre Tochter, die Modemacherin Sophia Schneider-Esleben versuchen, die Erinnerung an ihren Groß- und Urgroßvater lebendig zu erhalten. Markus Hesselmann veröffentlichte im Tagesspiegel einen Artikel in Erinnerung an die Familie Meyerhof-van Diemen-Schneider-Esleben.